# Adiós (canción de Ricky Martin)
«Adiós» es un sencillo del cantante puertorriqueño Ricky Martin para su décimo álbum de estudio A quien quiera escuchar. Fue escrito y producido por Martin, Yotuel Romero y Antonio Rayo con una producción adicional de Jesse "Belief" Shatkin. «Adiós» se lanzó como sencillo en tres versiones: español, inglés e inglés-francés.

## Lanzamiento
«Adiós» fue escrita y producida por Martin, el rapero Yotuel Romero y el japonés-español Antonio Rayo con una producción adicional del productor estadounidense Jesse "Belief" Shatkin. Fue lanzado como el primer sencillo del décimo álbum de estudio de Martin. Referente a esta canción, Martin dijo: «Hemos escogido Adiós porque es una canción que representa quien soy a día de hoy... El título es una referencia a la apertura de otro ciclo». «Adiós» se estrenó el 22 de septiembre de 2014 en las emisoras de radio de Uforia en los Estados Unidos y Puerto Rico. Se lanzó de manera digital el 23 de septiembre en tres versiones: español, inglés e inglés-francés. Una versión mambo de la canción fue lanzada el 30 de septiembre de 2014 y cuenta con la participación del reggaetonero puertorriqueño Nicky Jam.

## Composición
«Adiós» es una canción de world music que dura tres minutos y cincuenta y ocho segundos. El sencillo contiene un «sonido original» influenciado por las diferentes partes del mundo por las que Martin viajó en 2014.

## Recepción
«Adiós» debutó en el puesto 22 del US Billboard Hot Latin Songs convirtiéndose en la entrada número 41 para Martin en esta lista. Posteriormente, debutó en el número dos en la US Billboard Latin Digital Songs realizándose más de 6 000 descargas digitales de la canción en su primera semana. Tras la actuación de Martin en la 15.ª Entrega Anual de los Latin Grammy, «Adiós» saltó desde el número 16 hasta el número nueve de la Hot Latin Songs. Además, la actuación impulsó las ventas digitales en un 151 por ciento (3 000 descargas) para la semana que finalizó el 23 de noviembre, según Nielsen SoundScan. El aumento de las ventas hizo que la canción subiera del puesto 15 al cuatro en la Latin Digital Songs. También, alcanzó el puesto número cuatro en la US Billboard Latin Pop Songs.
«Adiós» fue más exitoso en la Mexican Pop Chart, como por ejemplo en Monitor Latino donde alcanzó el número uno. Tuvo un éxito moderado en la Spanish Singles Chart. Debutó en el número 37 el 28 de septiembre, pero cayó en la tabla la semana siguiente. Volvió a entrar en la tabla en el número 41 el 26 de octubre y alcanzó el puesto 28 el 23 de noviembre. Adicional a esto apareció en las listas colombianas disputando los primeros 5 lugares y llegando a ocupar el primer puesto.

## Actuaciones en vivo
Martin interpretó «Adiós» en la 15.ª entrega anual de los Grammy Latinos el 20 de noviembre de 2014.

## Posicionamientos en las listas

### Listas semanales
| Lista (2014)                          | Mejor posición |
| ------------------------------------- | -------------- |
| Colombia (National-Report)            | 2              |
| Colombia (Monitor Latino)             | 2              |
| México (Billboard Mexican Airplay)    | 5              |
| México (Monitor Latino)               | 1              |
| República Dominicana (Monitor Latino) | 2              |
| España (PROMUSICAE)                   | 12             |
| Estados Unidos (Hot Latin Songs)      | 9              |
| Estados Unidos (Latin Pop Songs)      | 4              |

### Listas de fin de año
| Lista (2014)                | Mejor posición |
| --------------------------- | -------------- |
| Hot Latin Songs (Billboard) | 96             |